# کرایسلر ال‌اچ‌اس
کرایسلر ال‌اچ‌اس (Chrysler LHS) نام یک اتومبیل ساخت شرکت کرایسلر است که در سال‌های ۱۹۹۴ تا ۱۹۹۷ و ۱۹۹۹ تا ۲۰۰۱ در کانادا تولید شده‌است.
این خودرو در کلاس خودرو سایز بزرگ قرار گرفته، طراحی آن خودروهای موتور جلو-محور جلو بوده است.

## نگارخانه

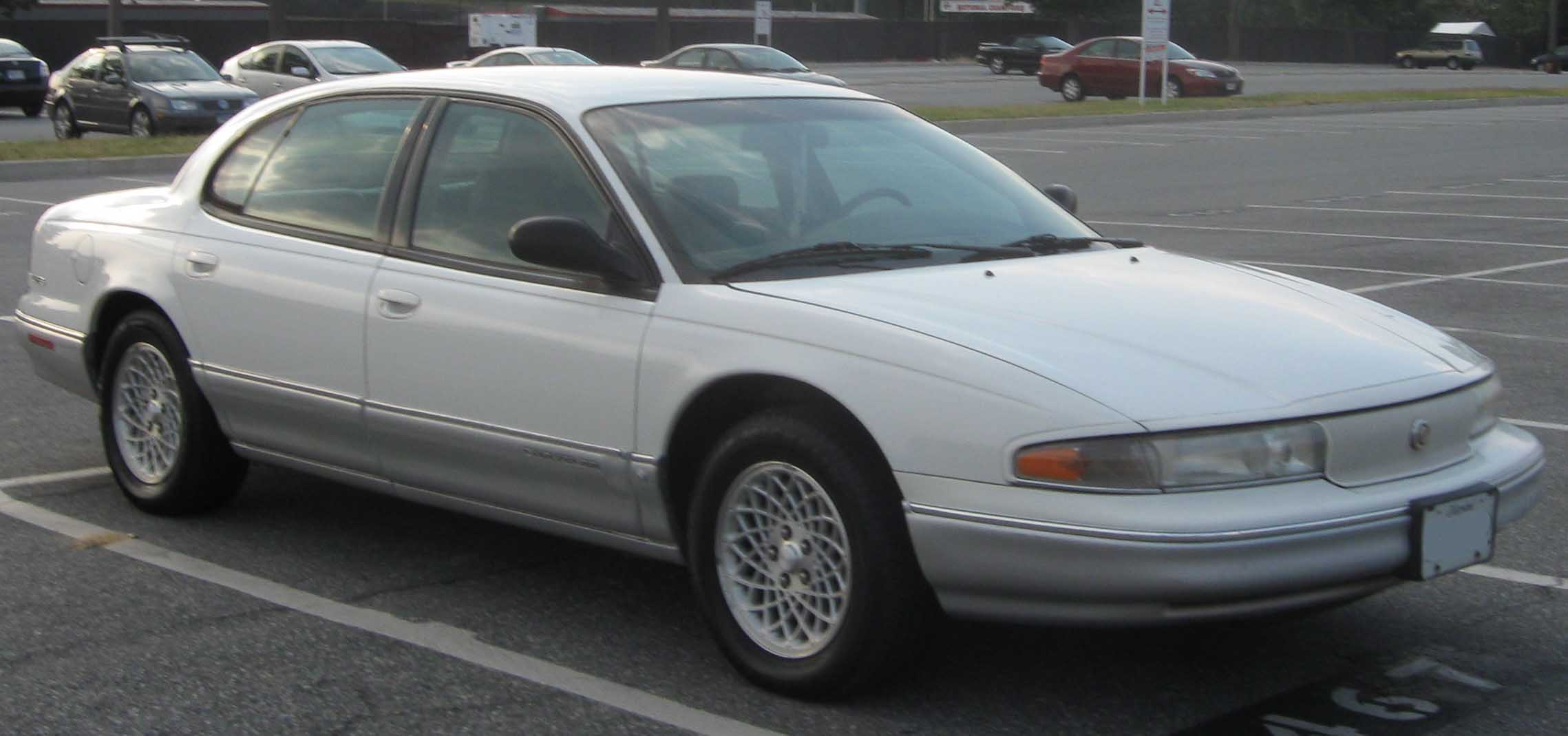
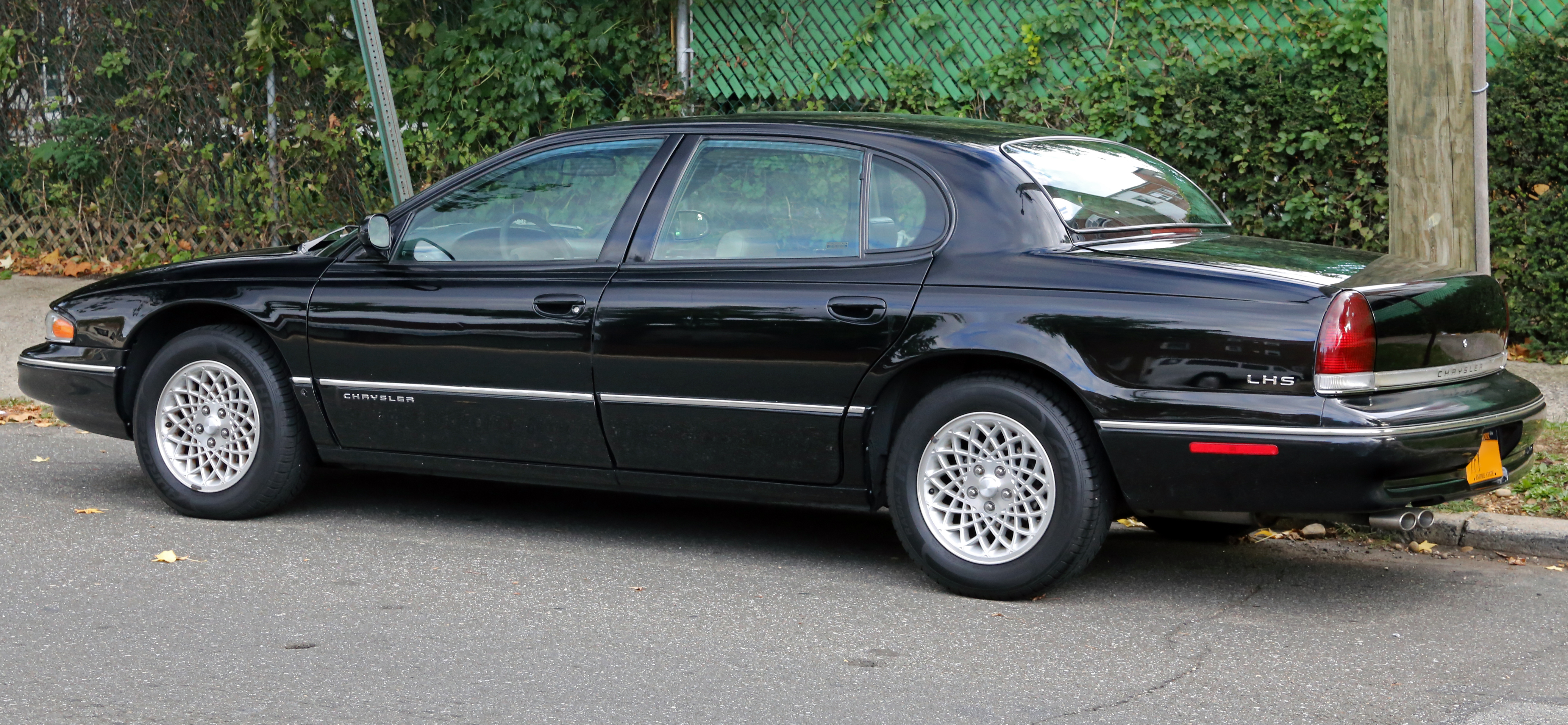
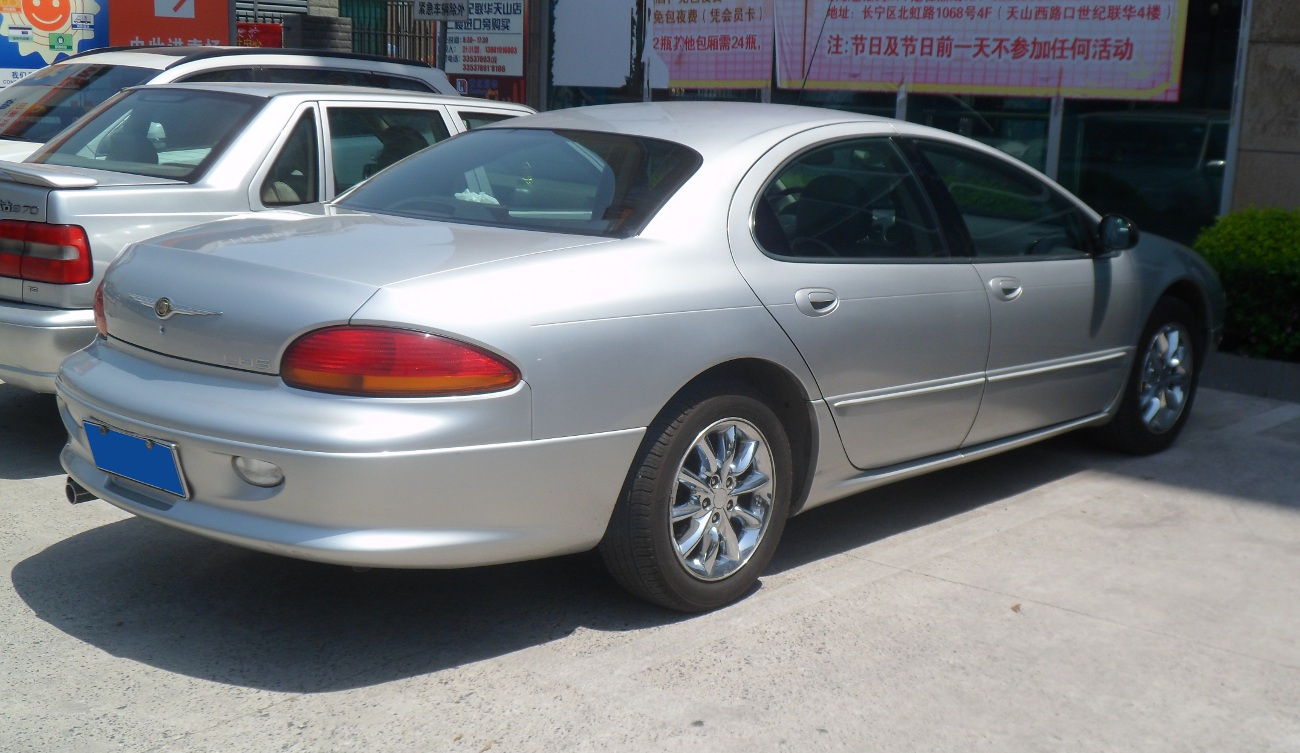